# مارك هدسون (لاعب كرة قدم)
مارك هدسون (بالإنجليزية: Mark Hudson)‏ (و. 1980  م) هو لاعب كرة قدم، من المملكة المتحدة، يلعب كلاعب وسط.

## روابط خارجية
- مارك هدسون على موقع قاعدة بيانات كرة القدم.إي يو (الإنجليزية)
- مارك هدسون على موقع Soccerbase.com (لاعب) (الإنجليزية)
- مارك هدسون على موقع عالم كرة القدم.نت (الإنجليزية)